# Takashi Kano
Takashi Kano (加納 孝, Kano Takashi, Tokio, 31 oktober 1920 – Tokio, 4 juni 2000) was een Japans voetballer die als aanvaller speelde.

## Japans voetbalelftal
Takashi Kano maakte op 7 maart 1951 zijn debuut in het Japans voetbalelftal tijdens een Aziatische Spelen 1951 tegen Iran. Takashi Kano debuteerde in 1951 in het Japans nationaal elftal en speelde 7 interlands, waarin hij 2 keer scoorde.

## Statistieken
| Japans voetbalelftal | Japans voetbalelftal | Japans voetbalelftal |
| Jaar                 | Wed.                 | Dlp.                 |
| -------------------- | -------------------- | -------------------- |
| 1951                 | 3                    | 0                    |
| 1952                 | 0                    | 0                    |
| 1953                 | 0                    | 0                    |
| 1954                 | 4                    | 2                    |
| Totaal               | 7                    | 2                    |